# Resolutie 2017 Veiligheidsraad Verenigde Naties
Resolutie 2017 van de Veiligheidsraad van de Verenigde Naties werd op 31 oktober 2011 door de VN-Veiligheidsraad aangenomen met unanimiteit van stemmen.
De resolutie vroeg Libië en de landen in die buurt ervan maatregelen te nemen tegen de verspreiding van wapens in hun regio.

## Achtergrond
Op 15 februari 2011 braken in Libië — in navolging van andere Arabische landen — protesten uit tegen het autocratische regime van kolonel Moammar al-Qadhafi.
Twee weken later had dit bewind de controle over een groot deel van Libië verloren na gewelddadige confrontaties tussen zijn aanhangers en tegenstanders.
Later probeerde hij de bevolking nog te paaien met geld, maar het geweld bleef aanhouden en vele Libiërs vluchten de grenzen met Egypte en Tunesië over.
Het merendeel van de internationale gemeenschap koos de zijde van de oppositie in Libië en overwoog sancties tegen het land.
Die oppositie slaagde erin — met aanzienlijke luchtondersteuning van de NAVO — zowat het hele land te veroveren en vormden een tijdelijke overgangsraad om het te besturen.
Na de dood van Qadhafi in oktober 2011 verklaarden ze Libië bevrijd en begon de overgang naar een nieuw democratisch regime.

## Inhoud

### Waarnemingen
Middels resolutie 1970 waren de lidstaten al enkele maanden verplicht de levering van wapens aan Libië te verbieden.
Er rees bezorgdheid over de verspreiding van wapens in dat land, en draagbare luchtdoelraketten in het bijzonder.
Dit probleem dreigde de Sahelregio te destabiliseren daar ze door terreurgroepen aangewend konden worden, en daar moest op nationaal en op internationaal niveau iets aan gedaan worden.
Daarnaast moest ook de voorraad chemische wapens van Libië dringend vernietigd worden, waartoe het land een internationale verplichting had.

### Handelingen
De Libische autoriteiten werd gevraagd het nodige te doen om de verspreiding van wapens te voorkomen, alsook om aan de internationale wetgeving ter zake te voldoen.
Het land werd verder opgeroepen samen te werken met de Organisatie voor het Verbod op Chemische Wapens derhalve hun chemische wapens te vernietigen.
Ook de landen rondom Libië werd gevraagd maatregelen te nemen tegen de verdere verspreiding van wapens.

## Verwante resoluties
- Resolutie 2009 Veiligheidsraad Verenigde Naties
- Resolutie 2016 Veiligheidsraad Verenigde Naties
- Resolutie 2022 Veiligheidsraad Verenigde Naties
- Resolutie 2040 Veiligheidsraad Verenigde Naties (2012)

Lijst ·  1967 ·  1968 ·  1969 ·  1970 ·  1971 ·  1972 ·  1973 ·  1974 ·  1975 ·  1976 ·  1977 ·  1978 ·  1979 ·  1980 ·  1981 ·  1982 ·  1983 ·  1984 ·  1985 ·  1986 ·  1987 ·  1988 ·  1989 ·  1990 ·  1991 ·  1992 ·  1993 ·  1994 ·  1995 ·  1996 ·  1997 ·  1998 ·  1999 ·  2000 ·  2001 ·  2002 ·  2003 ·  2004 ·  2005 ·  2006 ·  2007 ·  2008 ·  2009 ·  2010 ·  2011 ·  2012 ·  2013 ·  2014 ·  2015 ·  2016 ·  2017 ·  2018 ·  2019 ·  2020 ·  2021 ·  2022 ·  2023 ·  2024 ·  2025 ·  2026 ·  2027 ·  2028 ·  2029 ·  2030 ·  2031 ·  2032